# Verwaltungsgemeinschaft Wasungen-Amt Sand
La Verwaltungsgemeinschaft Wasungen-Amt Sand est une communauté d'administration allemande qui regroupe 11 communes du land de Thuringe, dans l'arrondissement de Schmalkalden-Meiningen, au centre de l'Allemagne. En 2015, sa population est de 11 312 habitants.

## Source de la traduction
- (de) Cet article est partiellement ou en totalité issu de l’article de Wikipédia en allemand intitulé « Verwaltungsgemeinschaft Wasungen-Amt Sand » (voir la liste des auteurs).